# Sarno (Olaszország)
Sarno község (comune) Olaszország Campania régiójában, Salerno megyében.

## Fekvése
A megye északnyugati részén fekszik, a Nocera-Sarno-síkságon. Határai: Castel San Giorgio, Nocera Inferiore, San Valentino Torio, Siano, Palma Campania, Striano, Lauro és Quindici.

## Története
Első említése a 12. századból származik, a Catalogus baronumból.. A következő századokban nemesi birtok volt. A 19. században nyerte el önállóságát, amikor a Nápolyi Királyságban felszámolták a feudalizmust.

## Népessége
A népesség számának alakulása:

## Főbb látnivalói
- Palazzo Capua
- Palazzo Buchy
- Villa del Balzo di Presenzano
- Santa Maria di Foce-szentély
- Madonna delle Tre Corone-szentély
- Duomo
- San Francesco-templom